# Дом Фальц-Фейна
Дом Фальц-Фейна («дом с атлантами») — памятник архитектуры и градостроительства в Одессе, на  улице Гоголя № 5 −7.

## История здания
Пятиэтажный дом под № 7 по улице Гоголя (бывшая Надеждинская) известен в народе под названием «Дом с атлантами» благодаря скульптуре работы Фишеля Т. Л., изображающей двух атлантов, удерживающих звёздный глобус.

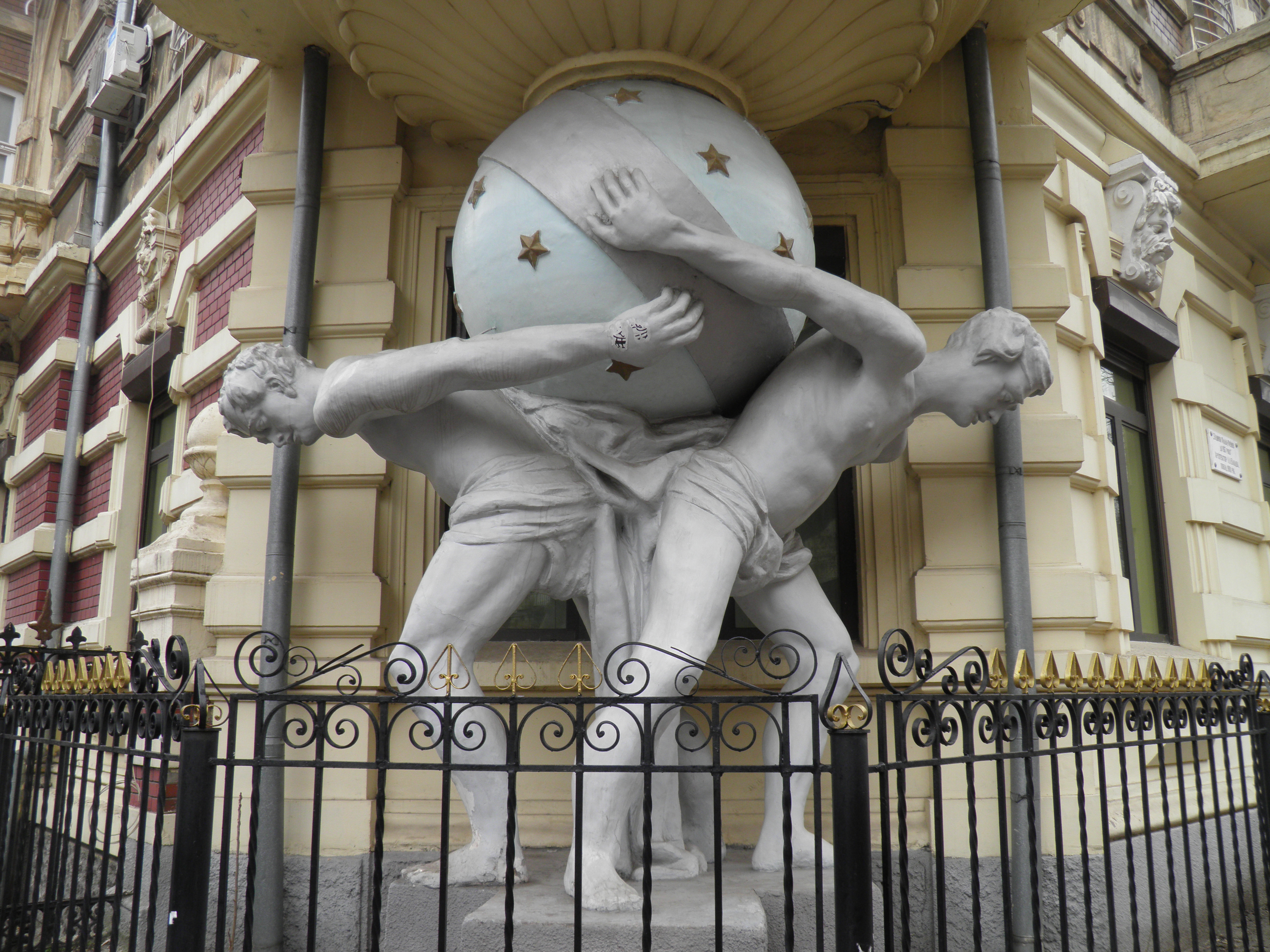
Атланты, удерживающие глобус

«Дом с атлантами» признан одним из четырёх самых красивых зданий Одессы и считается наиболее впечатляющим из творений архитектора Льва Львовича Влодека. Двух гигантов архитектор расположил нетрадиционно: они отделены от стен здания, тела их напряжены и согнулись под тяжестью небесной сферы, на которой покоится балкон начинающегося со 2-го этажа эркера.
Будучи доходным домом семьи Фальц-Фейнов, «дом с атлантами» сдавался внаём до 1917 года. Сами Фальц-Фейны жили в двухэтажном здании под № 5, которое составляет с домом № 7 единый архитектурный ансамбль. В 1917 году владельцы дома бежали из страны, спасаясь от пришедших к власти большевиков.
Во время Великой Отечественной войны, когда румынские войска заняли город, всех жильцов дома с атлантами выселили. Дом был отдан для проживания в нём офицеров оккупационной администрации. На небесной сфере, поддерживаемой атлантами, была изображена свастика.
Считается одной из главных достопримечательностей и визитных карточек Одессы. Скульптурная группа стала фирменной маркой книжного издательства «Оптимум» для серии книг «Вся Одесса» и официальной эмблемой Всемирного клуба одесситов.